# Viviana Márton
Viviana Márton Kiss (ur. 16 lutego 2006 na Teneryfie) –  węgierska zawodniczka taekwondo, mistrzyni olimpijska z Paryża (2024).

## Życiorys
Urodziła się w 2006 roku na Teneryfie w Hiszpanii, gdzie mieszkała do 2018 roku, kiedy to przeprowadziła się z rodziną do Madrytu.
W 2024 roku w barwach Węgier wzięła udział w Letnich Igrzyskach Olimpijskich 2024, gdzie w rywalizacji zawodniczek taekwondo do 67 kilogramów zdobyła złoty medal, pokonując po drodze Ruth Gbagbi z Wybrzeża Kości Słoniowej, Kristinę Teachout z USA, Sarah Chaâri z Belgii i Aleksandrę Perišić z Serbii.